# 윌리엄 샌크로프트
윌리엄 샌크로프트(William Sancroft, 1617년-1693년 11월 24일)는 캔터베리 대주교이다.